# Napoléon Lepic
Pour les articles homonymes, voir Lepic.
Louis Joseph Napoléon Lepic, 2e comte Lepic, est un général de brigade et homme politique français, né le 5 août 1810 à Maurecourt (Seine-et-Oise) et décédé le 7 avril 1875 à Paris.

## Biographie
Il entre dans l'armée et devient l'officier d'ordonnance du président Louis-Napoléon Bonaparte. Sous l'Empire il est promu aide de camp de l'empereur.
Il est député de Seine-et-Oise de 1849 à 1851, siégeant à droite et soutenant le coup d'État du 2 décembre 1851.
En 1853, il achète le château du Faÿ à Andrésy, qu'il vend en 1861.
Il est promu général de brigade en 1864 et devient conseiller général de Seine-et-Oise sous le Second Empire.

## Famille
C'est le fils du général Louis Lepic. 
Son fils, Ludovic-Napoléon Lepic, s'illustre dans le domaine des arts graphiques.

## Distinctions
En 1859, il est promu commandeur de la Légion d'honneur .